# Januari 1997
Dit artikel geeft een chronologisch overzicht van alle belangrijke gebeurtenissen per dag in de maand januari van het jaar 1997.

## Gebeurtenissen

### 1 januari
- Provinciale Staten van Friesland besluit dat de provincie officieel Fryslân heet.
- De gemeente Gemert fuseert met de gemeente Bakel en Milheeze tot de nieuwe gemeente Gemert-Bakel.
- In Hebron (Westelijke Jordaanoever) raken zes Palestijnen gewond wanneer een Israëlisch soldaat zijn automatisch geweer leegschiet op een plaatselijke groentemarkt.
- Een spoorbrug in het noordoosten van India wordt opgeblazen, twee dagen na de zware bomaanslag op een sneltrein in hetzelfde gebied. De politie verdenkt een guerrillagroep van etnische Bodo-strijders van de aanslag op de brug bij Goreswar, 70 kilometer ten noorden van Gauhati, de hoofdstad van de deelstaat Assam.
- In de Syrische hoofdstad Damascus komen negen mensen om het leven bij een bomaanslag op een autobus.
- Kofi Annan wordt benoemd tot secretaris-generaal van de Verenigde Naties.
- Koudste nieuwjaarsdag van de 20e eeuw in Nederland.[1]

### 2 januari
- De Zaïrese rebellen in het oosten van het land hebben de belangrijke plaats Bunia, een centrum voor de goudhandel, ingenomen en een grote goudmijn, eigendom van president Mobutu Sese Seko zelf.
- De Bond van Krantenbezorgers (BvK) kondigt een tweedaagse staking aan vanwege de felle kou, waarvoor de bezorgers extra betaald willen worden.
- De Servisch-orthodoxe kerk neemt onverwacht stelling tegen president Slobodan Milošević. De kerk verwijt zijn bewind "tweedracht te zaaien, bloedvergieten te provoceren, met als enige doel de macht te behouden".
- Door plotselinge dooi na een reeks sneeuwstormen lopen grote delen van het noordwesten van de Verenigde Staten onder. In Oregon en Washington wordt op veel plaatsen de noodtoestand uitgeroepen.

### 3 januari
- De Peruviaanse president Alberto Fujimori ontslaat twee topmensen van de politie en de voorzitter van het Hooggerechtshof, die alle drie worden gegijzeld in de residentie van de Japanse ambassadeur.
- De beleggingsgroep Robeco heeft een topjaar achter de rug. Mede door de explosieve ontwikkelingen op de financiële markten groeide het beheerde vermogen in 1996 met 13 procent tot 81,5 miljard gulden.
- De Nederlandse Aardolie Maatschappij (NAM) neemt de ondergrondse gasopslaginstallatie bij het Groningse Grijpskerk in gebruik. Deze opslagplaats is bedoeld om bij extreme kou toch nog de gewenste hoeveelheid gas uit de grond te kunnen halen.
- Het Van Gogh Museum in Amsterdam blijkt in 1996 130 duizend bezoekers meer getrokken te hebben dan in 1995: ruim 971 duizend.

### 4 januari
- De vijftiende Elfstedentocht wordt verreden. Winnaar is Henk Angenent.
- Een deel van het centrum van het Waalse stadje Theux raakt zwaar beschadigd na een gasontploffing. Twee brandweerlieden komen daarbij om het leven.
- Selma Duyn en Marcus Deen winnen in Groningen de Nederlandse titels kunstrijden.

### 5 januari
- De Israëlische premier Benjamin Netanyahu erkent dat hij een geheim treffen heeft gehad met de Palestijnse president Yasser Arafat.
- Een jaar na het Bosman-arrest is het aantal grensoverschrijdende voetbaltransfers in Europa sterk toegenomen, zo blijkt uit een studie van de Europese voetbalunie (UEFA).
- De Franse motorrijder Jean-Pierre Leduc verongelukt tijdens de tweede etappe van de woestijnrally Parijs-Dakar.

### 6 januari
- Bij het kantoor van de Servische partij Verenigd Links van de echtgenote van president Slobodan Milošević ontploft een bom.
- De KNSB en vertegenwoordigers van de privéploeg van Rintje Ritsma komen tot een overeenkomst omtrent kledingvoorschriften en financiële vergoedingen, die geldt tot en met de Olympische Winterspelen 1998 van Nagano.
- Vanwege de aanhoudende kou stelt zowel de Vogelbescherming Nederland als de jagersvereniging KNJV haar winterprogramma voor het bijvoeren van vogels in werking.
- Bierproducent Heineken kondigt aan zijn productiecapaciteit in Nederland fors uit te breiden: van de huidige 1300 miljoen tot 1600 miljoen liter in 1999.
- Paus Johannes Paulus II wijdt de Oost-Timorees Basilio do Nascimento tot bisschop.
- De Sloveen Primoz Peterka (17) wint de 45ste editie van het Vierschansentoernooi. Hij eindigt in de vierde en laatste wedstrijd in Bischofshofen als derde achter de Duitser Dieter Thoma en de Pool Adam Malysz.

### 7 januari
- Als eerste gemeente in Nederland sluit Leeuwarden een collectieve aanvullende ziektekostenverzekering af voor de 'echte' minima. Het gaat om zevenduizend mensen die afhankelijk zijn van een uitkering.
- Een Bosnische vluchteling die niet wil terugkeren naar zijn land kaapt voor een korte periode een vliegtuig van Austrian Airlines.
- De confrontatie tussen regering en vakbeweging in Zuid-Korea verscherpt zich. President Kim Young-sam weigert zijn nieuwe, omstreden arbeidswet te herzien.
- Maar liefst twaalf nominaties voor een Grammy Award gaan naar rap- en popproducer Kenneth Brian Edmonds. Daarmee mag hij zich recordhouder noemen, samen met Michael Jackson die er in 1983 ook twaalf kreeg naar aanleiding van het album Thriller.

### 8 januari
- Het Rotterdamse containeroverslagbedrijf ECT boekt bij een enigszins dalende omzet van circa 620 miljoen gulden in 1996 veertig miljoen gulden winst.
- De Zilveren Camera, de prijs voor de beste nieuwsfoto van vorig jaar, wordt gewonnen door Martijn Beekman met een serie van zes foto's over de laatste avond van Robin Linschoten als staatssecretaris van Sociale Zaken.

### 9 januari
- In het noorden van Sri Lanka vallen bij gevechten rond twee legerkampen zeker 740 doden en gewonden.
- Gedeputeerde Staten van Overijssel willen Enschede en Hengelo samenvoegen tot één stad. Samen met delen van Hengelo's buurgemeente Borne moet een gemeente ontstaan van 245 duizend inwoners.
- De Belgische justitie verricht in het hele land huiszoekingen op zoek naar kinderporno. De adressen waren verstrekt door postorderbedrijven in Groot-Brittannië en Frankrijk.
- John van Ringelenstein, voorzitter van ADO Den Haag, wil de financiële positie van zijn voetbalclub via een onderhandse aandelenemissie verbeteren.

### 10 januari
- Nexhmije Hoxha, de weduwe van de Albanese dictator Enver Hoxha, komt op vrije voeten. Zij was in 1993 tot elf jaar gevangenisstraf veroordeeld wegens machtsmisbruik en verduistering van overheidsgeld.
- Het Openbaar Ministerie in Zuid-Korea vaardigt arrestatiebevelen uit tegen zeven vakbondsleiders, omdat zij niet voor de rechter zijn verschenen.
- Tienduizenden demonstranten bestormen het Bulgaarse parlement. Aanhangers van de oppositie gooien ramen van het gebouw in en stichten brand in een van de vertrekken.
- De gemeente Amsterdam treft een schikking met de Amerikaanse restaurator Daniel Goldreyer over de omstreden restauratie van een schilderij van Barnett Newman.
- Hayo Wareman verovert bij de Nederlandse kampioenschappen alpineskiën de titel op het onderdeel slalom.

### 11 januari
- Op commando van zijn ploegleider Richard van Kempen wint marathonschaatser Hans Pieterse de zesde editie van de Rottemerentocht gewonnen.
- Tim Henman wint zijn eerste hoofdprijs in het ATP-circuit. De 22-jarige Brit schrijft het tennistoernooi van Sydney op zijn naam.

### 12 januari
- De poging van Bertrand Piccard en Wim Verstraeten om als eersten per ballon om de wereld te vliegen mislukt. De ballon, de Orbiter, maakt een noodlanding in de Middellandse Zee, dertig kilometer ten zuiden van de Franse badplaats Montpellier.
- Duizenden arbeiders demonstreren opnieuw in Zuid-Korea voor de intrekking van de omstreden arbeidswet na een mislukte poging van de leider van de regeringspartij, Lee Hong-koo, om het conflict te temperen.
- De Nigeriaanse politie pakt een ex-minister op in verband met recente bomaanslagen in Lagos. Volgens Nigeriaanse kranten is Olu Falae, een vooraanstaand lid van de oppositiegroep Nadeco, door de politie 'uitgenodigd' om naar Lagos te komen.
- Tonny de Jong wordt bij de vrouwen Europees kampioen hardrijden op de klapschaats. Daarmee is de doorbraak van het nieuwe type schaats een feit.
- Sparta laat trainer Henk ten Cate vertrekken naar Vitesse.
- De Franse polemist en schrijver Jean-Edern Hallier overlijdt in de Normandische stad Deauville aan een hersenbloeding. Hij werd zestig jaar.

### 13 januari
- Soedanese rebellen veroveren opnieuw drie belangrijke garnizoensplaatsen: Al-Kali, Daimonsour en Shali al-Fil, alle in de oostelijke Blauwe Nijl-regio.
- De regerende ex-communisten in Bulgarije gaan onder druk van demonstraties en de dreiging van een landelijke staking akkoord met vervroegde verkiezingen.
- De politie van Utrecht houdt vier mensen aan die verdacht worden van de inbraak in het pand van het Landelijk Recherche Team in Zeist.
- Bij de ontploffing van een bombrief raken twee veiligheidsfunctionarissen van het Arabische dagblad Al-Hayat in Londen gewond.
- De aandelenbeurs in Tokio maakt een deel van de recordverliezen van een week eerder goed, maar de stemming blijft somber uit zorg over de slechte economische prestaties van de Japanse economie.
- Monique Knol kondigt op 32-jarige leeftijd het einde aan van haar wielercarrière.

### 14 januari
- De Antilliaans-Arubaanse kustwacht doet een grote drugsvangst. Ten noorden van de eilanden Aruba en Bonaire entert het Nederlandse marinefregat Tjerk Hiddes op volle zee een motorboot waarop 558 kilo cocaïne blijkt te zijn verstopt.
- De hoofdredacteur van het populaire Franse magazine Paris-Match, Roger Therond, moet 100 duizend franc (ongeveer 34 duizend gulden) boete betalen wegens de publicatie van twee foto's van wijlen president François Mitterrand op diens sterfbed.
- D66-minister Els Borst van Volksgezondheid kondigt aan elf van de twintig regionale bloedbanken te willen sluiten in 1998.

### 15 januari
- De vakbondsacties in Zuid-Korea lopen uit op een massale vechtpartij met de politie.
- De Mensenrechtenorganisatie van de Verenigde Naties stopt haar activiteiten in Noordwest-Rwanda tijdelijk nadat twee VN-waarnemers zijn aangevallen.
- Albert Heijn gaat bij honderden Shell-stations een kleine supermarkt inrichten.
- Philips sluit zijn Belgische winkelketen Super Club vanwege te hoge verliezen bij de winkels voor cd's, video's en computersoftware. Dat kost 540 werknemers hun baan.
- De Schotse voetbalclub Aberdeen legt twaalf fans een levenslang stadionverbod op wegens oneerbiedig gedrag. Ze hadden gezongen op het moment dat een minuut stilte in acht werd genomen ter nagedachtenis van oud-international George Young.

### 16 januari
- De leiding van het Rotterdamse havenbedrijf SHB wil tweehonderd van de duizend medewerkers ontslaan. Driehonderddertig fulltime werknemers zouden een deeltijdbaan moeten accepteren.
- De politie in Albanië arresteert de eigenaar van het piramide-achtig beleggingsfonds Sude en zijn achttien medewerkers op verdenking van fraude en verduistering.
- Bij de ontploffing van een autobom op een markt voor gebruikte auto's in Boufarik, op 25 kilometer ten zuiden van Algiers, vallen zeker veertien doden.
- De Franse politie arresteert de ETA-leider José Luis Urrusolo, bijgenaamd Joseba, die geldt als de nummer drie in de leiding van de Baskische terreurorganisatie.
- Regilio Tuur kondigt het einde van zijn bokscarrière aan.
- Herbert Neumann keert terug in het Nederlandse voetbal. De Duitse trainer tekent een contract voor twee seizoenen bij de Bredase eredivisieclub NAC, als opvolger van Wim Rijsbergen.

### 17 januari
- De rechtsprekers van de NBA, Amerika's belangrijkste basketbalcompetitie, schorsen Dennis Rodman voor ten minste elf duels nadat hij een fotograaf op een gevoelige plaats had geschopt. Het leverde de speler ook een boete van bijna 50 duizend gulden op.
- De Franse skiër Adrien Duvillard raakt ernstig gewond geraakt bij de training voor de wereldbeker afdaling in Wengen.
- Onderzoeksbureau NIPO, marktleider in Nederland, neemt de Aziatische branchegenoot ACR uit Hongkong over.

### 18 januari
- In Rwanda doden Hutu-milities drie Spaanse hulpverleners en drie soldaten.
- De Oostenrijkse bondskanselier Franz Vranitzky kondigt zijn aftreden aan en wordt opgevolgd door Viktor Klima, nu nog minister van Financiën.

### 19 januari
- Yasser Arafat keert na dertig jaar terug naar Hebron.
- De poging van de Amerikaanse miljonair Steve Fossett als eerste een ballonvaart rond de wereld te voltooien mislukt.
- Petar Stojanov wordt beëdigd als tweede democratisch gekozen president van Bulgarije. Om de beëdiging te kunnen bijwonen, schorten leden van de oppositie hun boycot van het parlement op.
- De Golden Globe voor de beste dramatische film gaat naar de Engelse productie The English Patient van Anthony Minghella. Tot beste regisseur wordt Milos Forman uitgeroepen voor The People vs. Larry Flynt.
- Hafid Bouazza, schrijver van de verhalenbundel De voeten van Abdullah, krijgt de E. du Perronprijs.
- Bij de ontploffing van een autobom voor een koffiehuis in een volksbuurt van Algiers vallen zeker 21 doden en zestig gewonden.
- Ellen Wiegers (16) verovert bij de Europese kampioenschappen shorttrack in het Zweedse Malmö de zilveren medaille.

### 20 januari
- Bij tien invallen in de Rotterdamse wijk het Oude Noorden pakt de politie dertig mensen op en worden twee coffeeshops gesloten waar hard drugs werd gedeald.
- De verkiezingsoverwinning van het oppositieblok Zajedno in Servië wordt  opgeschort, nadat zowel de Socialistische Partij van president Slobodan Milošević als de ultra-nationalistische Radicale Partij protest heeft aangetekend tegen het besluit van de kiescommissie.
- De KLM verlaagt de prijzen van enkeltjes naar Londen, Parijs en Berlijn.
- De Britse renstalbaas Ken Tyrrell presenteert de Nederlandse autocoureur Jos Verstappen als de laatste aanwinst voor zijn roemruchte stal die in de 'degradatiezone' van de eredivisie van de autosport is beland.
- De supermarktketen Spar gaat winkels inrichten bij benzinestations van Texaco.
- Ronaldo wordt in Lissabon tijdens een FIFA-gala uitgeroepen tot de beste voetballer van de wereld in 1996. De 20-jarige spits van Barcelona krijgt 329 punten in de prestigieuze uitverkiezing, AC Milan-vedette George Weah, de winnaar van 1995, eindigt op de tweede plaats met 140 stemmen. Alan Shearer (Newcastle United) wordt derde met 123 punten.

### 21 januari
- De politie in Amsterdam arresteert bij tien invallen in de stad dertien mensen wegens handel in verdovende middelen.
- Dichter, schrijver en publicist Arie Visser overlijdt op 52-jarige leeftijd in zijn woonplaats Amsterdam aan de ziekte van Hodgkin.
- Boeing stopt met de ontwikkeling van de 'superjumbo', een vergrote versie van de 747. De Amerikaanse vliegtuigbouwer denkt dat de belangstelling van de luchtvaartmaatschappijen voor het nieuwe toestel gering is en vindt het daarom te riskant zeven miljard dollar uit te trekken voor de ontwikkeling.
- Ivo van Hove wordt benoemd tot leider van het Holland Festival. Hij volgt directeur Jan van Vlijmen op.
- De Belgische voetbalbond ontslaat Wilfried Van Moer als bondscoach van het Belgisch voetbalelftal. Georges Leekens, trainer-coach van de verrassende lijstaanvoerder Excelsior Moeskroen, is zijn vervanger.

### 22 januari
- President Boris Jeltsin van Rusland verschijnt onverwacht weer in het Kremlin, vlak voordat het parlement aan een debat zou beginnen over een voorstel om hem af te zetten vanwege zijn slechte gezondheid.
- Het stadsbestuur van de gemeente Utrecht wijst de bouw af van een nationaal tenniscentrum in de Domstad, tot verdriet van de tennisbond KNLTB.
- Een Libisch verkeersvliegtuig vliegt ondanks de sancties van de Verenigde Naties tegen Libië met een regeringsdelegatie naar Ghana.

### 23 januari
- Amper vier maanden na zijn aantreden ligt de Rotterdamse hoofdcommissaris Jan Willem Brinkman al overhoop met zijn korps. De ondernemingsraad van het vijfduizend medewerkers tellende regiokorps Rotterdam-Rijnmond breekt het overleg met Brinkman voor onbepaalde tijd af.
- De Servische politie gebruikt grof geweld tegen betogers in Kragujevac in Midden-Servië. Ten minste zestien betogers, onder wie een parlementslid, raken gewond als de politie blokkades op de toegangswegen naar de stad uiteenslaat.
- De Albanese politie arresteert de eigenaren en 118 medewerkers van twee geldpiramidebedrijven en neemt bezittingen en veel geld in beslag.
- Het leger van Rwanda doodt minstens tachtig mensen tijdens een grootscheepse jacht op de moordenaars van de drie Spaanse hulpverleners die zijn vermoord door Hutu-extremisten.
- In een dorp ten zuiden van Algiers worden opnieuw 22 mensen gedood bij een aan moslim-extremisten toegeschreven moordpartij.
- De Zuid-Koreaanse staalonderneming Hanbo Steel vraagt faillissement aan.
- Bij de verkoop van de voetbalrechten ontstaat een conflict tussen de KNVB en abonneezender Filmnet.
- Het Rotterdamse theater Pathé beleeft dan de Europese première van First Strike van regisseur Stanley Tong Kwai-lai in bijzijn van hoofdrolspeler Jackie Chan.

### 24 januari
- De Amerikaanse justitie heeft een officieel verzoek ingediend de van grootschalige handel in Pakistaanse hasj verdachte Johan V., bijgenaamd 'de Hakkelaar', aan te houden om hem uit te leveren aan de Verenigde Staten.
- De Zuid-Koreaanse politie trekt de aanklachten tegen vier gearresteerde vakbondsleiders in en laat ze vrij. De Organisatie voor Economische Samenwerking en Ontwikkeling (OESO) had kritiek op de regering wegens inperking van de vakbondsvrijheid.
- De Nijmeegse wethouder Jacques Thielen (PvdA) en PvdA-fractievoorzitter Geert van Rumund worden neergeschoten in een café in de binnenstad van Nijmegen. De 45-jarige dader geeft zich in de loop van de nacht aan bij de politie.
- Het Britse zuivelbedrijf Milupa, onderdeel van het Nederlandse Nutricia-concern, neemt in Groot-Brittannië alle babymelkpoeder uit de handel. Dat gebeurt op last van het Britse ministerie voor Volksgezondheid, nadat twaalf baby's met de salmonellabacterie besmet zijn geraakt, vermoedelijk als gevolg van de consumptie van Milumil-babymelk.
- Bij botsingen in de dichte mist vallen op de A9 tussen het Rottepolderplein en Badhoevedorp twee doden en dertig gewonden.

### 25 januari
- Het leger van Soedan slaat naar eigen zeggen een Ethiopische troepenmacht terug die het land is binnengevallen. Daarbij zouden zeker zeventien Ethiopische militairen zijn gedood.
- De centrale bank van Bulgarije vreest dat de economische situatie verder verergert als niet snel een oplossing wordt gevonden voor de politieke crisis die het land al weken in zijn greep houdt.
- Een topontmoeting tussen de leiders van Japan en Zuid-Korea wordt gedomineerd door de gevoelige kwestie van het Japanse misbruik van Koreaanse 'troostmeisjes' in de Tweede Wereldoorlog.
- VVD-minister Hans Dijkstal en de politiebonden bereiken een principeakkoord over een tweejarige cao voor de veertigduizend werknemers bij de politie.
- Bij een brand in een karaokebar in een uitgaansbuurt van Hongkong komen zeker vijftien mensen om het leven. De politie gaat uit van brandstichting.
- De Amsterdam Arena hoeft zijn naam niet te veranderen. Het zalencentrum Arena krijgt een schadevergoeding van het stadion.
- Met een afgetekende zege op Mary Pierce wint Martina Hingis de finale van de Australische tenniskampioenschappen. Met 6-2 en 6-2 verovert de Zwitserse in 59 minuten haar eerste grandslamtitel in het enkelspel.

### 26 januari
- De Israëlische politie begint een onderzoek naar beschuldigingen van politieke corruptie binnen de regering. Volgens de staatstelevisie is daarbij ook premier Benjamin Netanyahu betrokken
- Het Albanese parlement geeft president Sali Berisha noodbevoegdheden om het leger in te zetten tegen betogers. Duizenden woedende demonstranten in Tirana en dertien andere steden in het zuiden van Albanië hebben enorme vernielingen aangericht en eisen het spaargeld terug dat ze hebben gestoken in piramidefondsen.
- Manon Bollegraf sleept voor de derde keer een grandslamtitel in de wacht. De 32-jarige tennisster uit Ermelo wint op de Australian Open in Melbourne met haar Amerikaanse partner Rick Leach het gemengddubbelspel.

### 27 januari
- De Tsjetsjenen brengen in groten getale hun stem uit in de eerste presidentsverkiezingen sinds het vernederde Russische leger de Kaukasusrepubliek heeft verlaten.
- Er wordt ontdekt dat Franse musea 2000 kunstwerken bezitten die door de nazi's werden gestolen.
- Henk Goedschalk wordt wederom benoemd tot president van de Centrale Bank van Suriname.
- President Boris Jeltsin van Rusland zegt op doktersadvies zijn bezoek aan Nederland af.
- Spoorwegbouwer Strukton schrapt veertig van de tweeduizend banen.
- Hongkong stuurt 700 ton Duits vuilnis weer terug naar Rotterdam.

### 28 januari
- De presidentsverkiezingen in Tsjetsjenië zijn volgens onofficiële uitslagen met grote meerderheid gewonnen door Aslan Maschadov, de man die de rebellen zowel aan het front als bij de vredesonderhandelingen heeft geleid.
- Bij een ontploffing bij het bedrijf Kemira Pigments in de Botlek vallen één dode en drie gewonden. De explosie in het Rotterdamse havengebied gebeurt kort voor twaalf uur bij het schoonmaken van een leiding met stoom en stikstof.
- De politie vindt in een loods in Bergen op Zoom 15.000 illegaal gekopieerde cd's. In die plaats en in Tiel worden zeven mensen aangehouden.
- President Sali Berisha van Albanië vlucht van een massabijeenkomst van enthousiaste aanhangers op het centrale plein in de hoofdstad Tirana. De bijeenkomst was belegd als protest tegen recente geweldplegingen in Albanië. De duizenden aanhangers dreigden Berisha onder de voet te lopen.
- Viktor Klima wordt beëdigd als bondskanselier van Oostenrijk. Klima zet de coalitieregering van socialisten en conservatieven voort.
- Een machtige Algerijnse vakbondsleider en naaste medestander van president Liamine Zéroual, Abdelhak Benhamouda (51), wordt in Algiersdoodgeschoten.
- IHC Caland, producent van baggerschepen en offshorematerieel, heeft in 1996 de nettowinst met 23,5 procent zien stijgen tot 93 miljoen gulden.

### 29 januari
- Turkije moet vooruitgang boeken op het gebied van de mensenrechten, de Koerdische kwestie en de relaties met Griekenland voordat een volledig lidmaatschap van de Europese Unie aan de orde kan zijn. Dat hebben Groot-Brittannië, Frankrijk, Duitsland, Spanje en Italië in Rome laten weten aan de Turkse minister Tansu Çiller.
- President Sali Berisha van Albanië laat tientallen oppositieleiders in het hele land arresteren wegens hun betrokkenheid bij de rellen van gedupeerde beleggers.
- Het Hooggerechtshof van Pakistan bevestigt het ontslag van Benazir Bhutto als premier.
- De regering van Zaïre meldt een inval van enkele duizenden militairen uit buurland Oeganda. Tweeduizend van hen zouden vanuit het Oost-Zaïrese Fizi, 350 kilometer ten zuidwesten van de Oegandese grens, in zuidelijke richting oprukken naar de stad Kalémie in de provincie Shaba.
- Bij de Franse spoorwegen (SNCF) begint een staking van 36 uur tegen de plannen van de overheid om het monopolie van de SNCF op te heffen.

### 30 januari
- De Raad van State maakt de weg vrij voor de aanleg van de Betuwelijn door in vrijwel alle 177 beroepszaken tegen het aanlegbesluit afwijzend te beslissen.
- Milieu- en bewonersorganisaties eisen dat justitie de gemeente Nijmegen alsnog vervolgt wegens het sjoemelen met verontreinigde grond.
- De Tweede Kamer is het met staatssecretaris Elizabeth Schmitz (Justitie) eens dat gemeenten niet kunnen weigeren uitgeprocedeerde asielzoekers uit hun huis te zetten en een eind te maken aan hun uitkering.
- Drie Israëlische militairen komen om het leven bij een bomexplosie in de door Israël afgekondigde veiligheidszone in Zuid-Libanon.
- De Albanese oppositie schuift de onderlinge meningsverschillen terzijde om een front te vormen tegen de regerende Democratische Partij van president Sali Berisha.

### 31 januari
- De Zuid-Afrikaanse president Nelson Mandela benoemt zijn aartsrivaal Mangosuthu Buthelezi tot waarnemend president voor de periode dat Mandela en vicepresident Thabo Mbeki begin februari in het buitenland zijn – ruim een dag.
- Het leger van Zaïre geeft toe dat het offensief tegen de rebellen in het oosten van het land slecht verloopt. De guerrillastrijders zouden met hulp van Oegandese, Rwandese en Burundese troepen terrein hebben gewonnen.
- De omroepen bieden in totaal ongeveer 170 miljoen gulden voor de uitzendrechten van het betaald voetbal voor een periode van tweeënhalf jaar. Dit blijkt na afloop van een rechtszaak tussen de failliete sportzender Sport7 en de voetbalbond KNVB.
- Voor de rechtbank in Arnhem wordt achttien jaar cel geëist tegen een 37-jarige man uit Vinkeveen wegens een reeks gewapende overvallen. Hij heeft bekend een leidende rol te hebben gespeeld bij de overval op Geldnet in Duiven op 23 september 1995.

<< · januari · februari · maart · april · mei · juni · juli · augustus · september · oktober · november · december · >>